# Mallika Sarabhai
Mallika Sarabhai, née le 9 mai 1954 à Ahmedabad (Gujarat), est une danseuse classique, militante et actrice indienne.

## Biographie
Elle est née le 9 mai 1954 à Ahmedabad, Gujarat. Son père Vikram Sarabhai est un célèbre physicien considéré comme le père du programme spatial indien et sa mère Mrinalini Sarabhai une danseuse classique.
Entre 1985 et 1989, elle joue dans Le Mahabharata de Peter Brook.
En tant que militante, elle dénonce la responsabilité du gouvernement de Narendra Modi, alors gouverneur du Gujarat, dans les violences de 2002 contre la communauté musulmane.

## Décorations
- Chevalier de l'ordre des Palmes académiques (1999)
- Chevalier de l'ordre des Arts et des Lettres (2002)[2].